# Argyrogrammana sebastiani
Espèce
Argyrogrammana sebastiani est un insecte lépidoptère appartenant à la famille  des Riodinidae et au genre Argyrogrammana.

## Dénomination
Argyrogrammana sebastiani a été nommée par Christian Brévignon en 1995

## Écologie et distribution
Argyrogrammana denisi est présent uniquement en Guyane.

### Biotope
Il réside dans la forêt tropicale.